# Ryōtarō Meshino
Ryōtarō Meshino (jap. 食野 亮太郎, Meshino Ryōtarō; * 18. Juni 1998 in Izumisano, Präfektur Osaka) ist ein japanischer Fußballspieler. Seit August 2019 steht er bei Manchester City unter Vertrag.

## Karriere

### Amateurkarriere
Als Schüler der Mittelstufe trat Ryōtarō Meshino der Juniorenmannschaft von Gamba Osaka bei. In seinem zweiten High-School-Jahr spielte er für die Jugend-A-Mannschaft von Gamba Osaka und gewann die Prince Takamado Trophy U-18 Soccer League. Im Jahre 2016, als er Student im dritten Jahr wurde, wurde er als Mitglied der 2. Klasse in der Spitzenmannschaft von Gamba Osaka registriert.
Am 11. März 2016 trat Meshino als Ersatzspieler im Eröffnungsspiel der Gamba Osaka U-23 gegen den Yokohama Sports & Culture Club an, der in der J3 League spielte. Am 26. Juni startete er zum ersten Mal in einem Ligaspiel gegen den Fukushima United FC in Runde 14 der J3 League. Am 18. September, wurde er in der 22. Runde gegen den Kagoshima United FC eingewechselt und erzielte sein erstes Tor in der J3 League. Am 21. September wurde bekanntgegeben, dass er ab Saison 2017 in die Spitzenmannschaft aufsteigen werde.

### Gamba Osaka
Im Jahr 2017 wechselte er zu Gamba Osaka und nahm am Trainingslager der Top-Mannschaft teil. Am 18. März kehrte er in die U-23-Mannschaft zurück und wurde im Spiel gegen den SC Sagamihara in der zweiten Runde der J3 League eingewechselt. Am 14. Mai saß er im Spiel gegen Hokkaido Consadole Sapporo in der 11. Runde der J1 League erstmals in der Spitzenmannschaft auf der Bank. Am 10. September erzielte er in Runde 21 gegen Azul Claro Numazu zwei Tore, darunter sein erstes Tor in der J3 League dieser Saison.
Am 11. März 2018 erzielte er im J3-Eröffnungsspiel gegen Iwate Grulla Morioka zwei Tore und trug so zu einem Sieg nach einem Rückstand bei. Außerdem erzielte er am 1. April zwei Tore gegen den Fujieda MYFC und trat der ersten Mannschaft bei. Am 8. April hatte er seinen ersten Auftritt in der J1 League im Spiel gegen Vissel Kōbe in Runde 6 der J1 League. Am 9. Mai erzielte er in der 5. Runde des J.League Cup 2018 gegen Sanfrecce Hiroshima sein erstes Tor für die erste Mannschaft.
Am 7. April 2019 erzielte er in der 5. Runde der J3 League gegen die U-23-Mannschaft des FC Tokyo sein 5. Saisontor und wurde bester Torschütze. Am 24. April bestritt er seinen ersten Saisonstart für die erste Mannschaft und erzielte in Runde 4 des J.League Cup 2019 ein Tor gegen Júbilo Iwata. Am 11. Mai erzielte er in der 11. Runde gegen Sagan Tosu sein erstes Tor in der J1 League.

### Heart of Midlothian
Am 9. August 2019 wurde bekannt gegeben, dass Meshino dauerhaft zu Manchester City in die Premier League wechseln wird. Am 30. August wurde bekannt gegeben, dass er an Heart of Midlothian in die Scottish Premiership ausgeliehen wird. Am 31. August kam er im Spiel der 4. Runde gegen Hamilton Academical zu seinem ersten Einsatz nach dem Transfer. Am 15. September erzielte er sein erstes Tor nach seinem Transfer in Runde 5 gegen den FC Motherwell.

### Rio Ave FC
Am 1. September 2020 wurde bekannt gegeben, dass er auf Leihbasis zum Rio Ave FC in die portugiesische Primeira Liga wechseln wird. Die Laufzeit betrug zwei Jahre mit Kaufoption. Am 20. September erzielte er im Eröffnungsspiel gegen den CD Tondela sein erstes Tor nach seinem Wechsel.

### GD Estoril Prior
Am 2. August 2021 gab der GD Estoril Praia, der in die Primeira Liga aufgestiegen ist, die Aufnahme von Meshino bekannt. Es wurde berichtet, dass der Leihvertrag mit einer Kaufoption verbunden ist. Am 8. August erzielte er im Eröffnungsspiel gegen den FC Arouca sein erstes Tor nach seinem Transfer.
Bis zur Saison 2021/22 spielte er eine Saison lang auf Leihbasis bei drei Vereinen, konnte dort jedoch keine nennenswerten Leistungen vorweisen.

### Rückkehr nach Gamba Osaka
Am 8. Juli 2022 wurde bekannt gegeben, dass er zu seinem ehemaligen Team Gamba Osaka zurückgekehrt sei. Am 30. Juli erzielte er im 23. Spiel gegen Kyōto Sanga sein erstes Tor nach seiner Rückkehr. 

## Internationale Turniere
Im Januar 2020 wurde er als einziger aus einem nichtasiatischen Verein als Mitglied der U-23-Fußball-Asienmeisterschaft für Thailand ausgewählt. Am 10. Januar schoss er im ersten Gruppenspiel gegen die U-23-Fußballmannschaft Saudi-Arabiens ein Tor, das den Punktestand zwischenzeitlich ausgleichte, doch das Team kassierte in der Schlussphase einen Punkt durch einen Elfmeter und verlor mit 1:2. Danach konnte das Team nicht mehr gewinnen und unterlag erstmals in der Gruppenphase. Im Jahr 2021 wurde er mit dem Ziel, an den Olympischen Spielen in Tokio teilzunehmen, in die japanische U-24-Nationalmannschaft berufen. Obwohl er ständig um den Kader kämpfte, konnte er keinen großen Erfolg erzielen und wurde nicht aus dem Kader für das Hauptturnier der Olympischen Spiele in Tokio ausgewählt.